# PopMuseum (Praag)
Het PopMuseum, in het Tsjechisch ook wel aanvuld met Muzeum a archiv populární hudby, is een museum, archief en informatiecentrum in Praag dat gewijd is aan popmuziek. Het is gevestigd in het culturele centrum Kaštan. Daarnaast is er nog een Moravische vestiging in de stad Brno.

## Collectie en activiteiten
Het vertelt het verhaal van verschillende popmuzikanten en -groepen en gaat in op belangrijke gebeurtenissen in de geschiedenis van de Tsjecho-Slowaakse popmuziek. Het beperkt zich niet tot een bepaald muziekgenre of tijdperk. Naast een vaste collectie worden er wisselende exposities getoond. Uit het archief kunnen documenten, boeken, tijdschriften, geluidsopnames en beeldopnames geraadpleegd worden.
Het museum toont een verzameling muziekinstrumenten, waaronder een grote collectie elektrische gitaren van Tsjecho-Slowaakse makelij, toetsinstrumenten en allerlei andere objecten, zoals afspeelapparatuur, platenhoezen, foto's. enz. Er zijn bijvoorbeeld gitaren te zien van Pavol Hammel en Radim Hladík, de baritonsaxofoon van Jan Spálený en manuscripten van Karel Kryl of Pavel Bobek. Het is de bedoeling dat de collectie zich steeds verder uitbreidt.
De bezoeker kan elektrische muziekinstrumenten bespelen en karaoke zingen. Ook is het met interactieve software mogelijk om muziek te componeren, te mixen en opnames te maken. Verder worden er concerten gehouden en wordt er op de begane grond een bar met buitenterras geëxploiteerd.

## Geschiedenis
Aan het eind van de jaren negentig vond de oprichting plaats van een vereniging voor liefhebbers van Tsjechische en Slowaakse popmuziek. De vereniging werd op 10 november 1998 geregistreerd bij het ministerie voor binnenlandse zaken. De vereniging zette een bestand op met specialiseerde literatuur en tijdschriften en fungeerde als informatiecentrum voor Tsjecho-Slowaakse popmuziek voor burgers, journalisten, onderzoekers, enz.
De oprichting van een museum werd ondersteund door een aantal fondsen en organisaties, waaronder de organisatie achter Praag - Culturele hoofdstad van Europa 2000. Het museum werd geopend aan het eind van maart 2000 en kende als eerste expositie Bigbít (Bigbeat). Het ontwerp kwam van de architect David Vávra.
In augustus 2002 werd het museum getroffen door een overstroming die de kelder en de begane grond onder water zette. De muziekinstrumenten raakten niet onder water. Wel raakte apparatuur en documenten beschadigd door het water of de hoge vochtigheid. Meer dan een jaar na de overstroming werd het museum heropend in het culturele centrum Kaštan, waar het nauw samenwerkt met de jazzvereniging Unijazz.

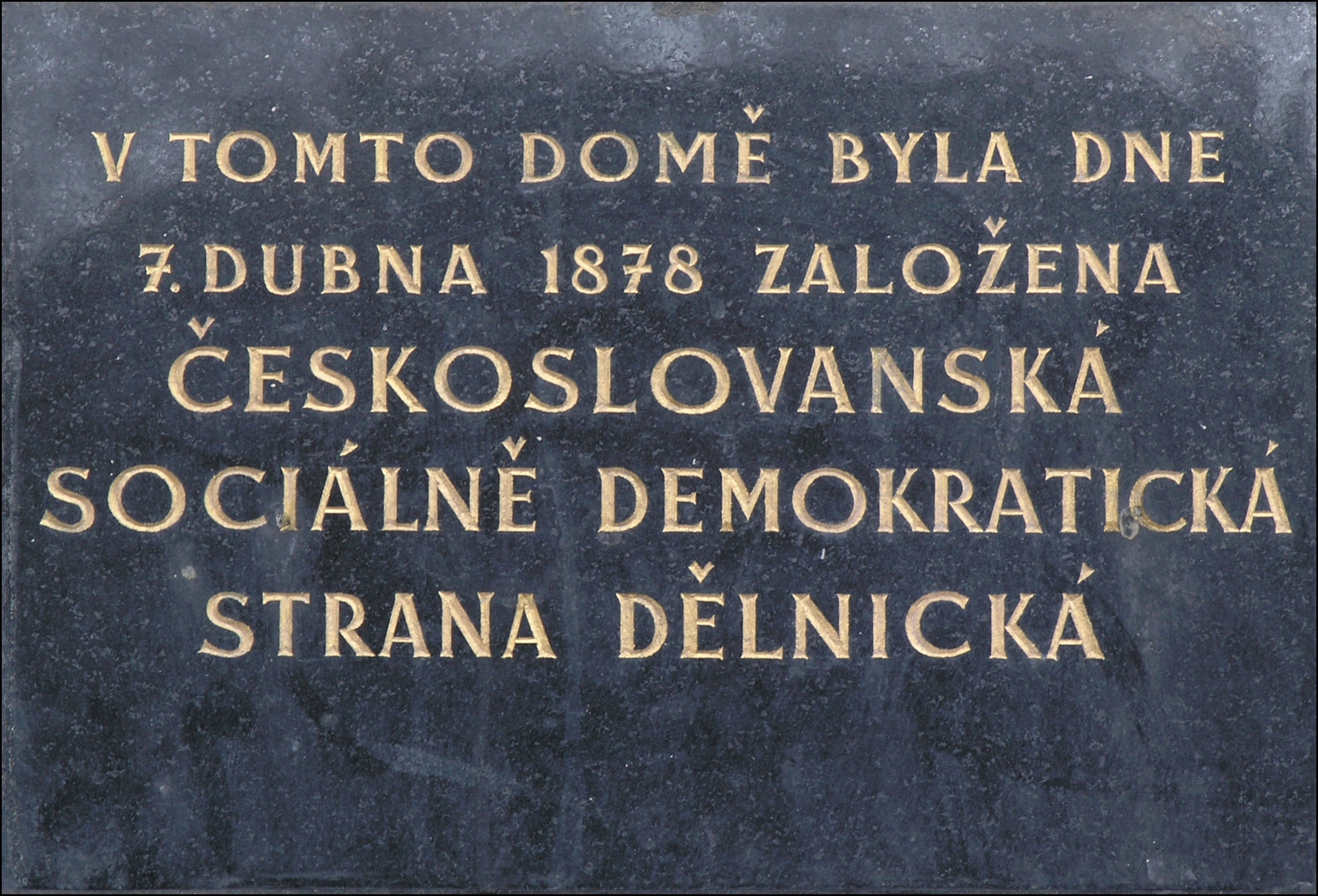
Gedenksteen uit 1878

Het huidige pand werd gebouwd in de 19e eeuw. Een gedenksteen aan de muur van het pand herinnert eraan dat er op 7 april 1878 de  Tsjecho-Slowaakse Sociaal-Democratische Arbeiderspartij werd opgericht.